# Fiamma Tricolore
El Moviment Social Flama Tricolor (italià: Movimento Sociale Fiamma Tricolore, MSFT) és un partit polític italià de dreta social o neofeixista fundat el 3 de març de 1995 sota la direcció de Pino Rauti com a escissió del MSI quan aquest decidí constitunir-se en Alleanza Nazionale (fet anomenat revolta de Fiuggi). Rauti fou cap del partit fins al 2002, i el 2003 en fou expulsat després d'una sentència judicial. Luca Romagnoli n'és l'actual secretari general. Manlio Sargentini en fou president honorari fins al 2000. Formen part del partit el Blocco Studentesco i la Giuventù Nazionale.

## Història
El congrés de gener del 1995 del MSI provocà que el sector més radical del partit no donés suport el renovador Gianfranco Fini, i amb altres conservadors com Giorgio Pisanò fundà el partit el 3 de març de 1995.
Es presentà per primer cop a les eleccions legislatives italianes de 1996 sense aliar-se amb el Pol de les Llibertats, aconseguint un senador. El setembre de 1996 celebrà el seu primer congrés a Chianciano Terme, que confirma Rauti com a secretari i vota els estatuts. A les eleccions administratives organitza la seva estructura territorial i a les eleccions europees de 1999 obté l'1,6% i un eurodiputat, Roberto Bigliardo.
Tanmateix, el moviment ha patit algunes escissions. Giorgio Pisanò fundà Feixisme i Llibertat; el setembre de 1997,la d'Alternativa Nacional Popular d'Adriano Tilgher i Tomaso Staiti di Cuddia; Nicola Ciurullo (alcalde de Chieti), Roberto Bigliardo i Marco Valle donaren vida al Moviment Social Europeu el 1999. Rauti es presentà com a candidat a les municipals de Venècia de 2000, però només obté l'1,1%. I el febrer de 2001 Nicola Silvestri es passa a Fronte Nazionale.
Rauti fou reconfirmat com a secretari després d'arribar a un acord amb el centredreta per a les eleccions regionals italianes de 2000; a les eleccions legislatives italianes de 2001 es presentà de manera autònoma, però amb ‘'desistència amb la Casa de les Llibertats, dins la qual va obtenir un senador (Luigi Caruso).
El congrés de 2002 va votar Romagnoli com a secretari i Rauti com a president del partit, però després de la seva expulsió el 2003 constituí Moviment Idea Social. A les eleccions europees de 2004 obté el 0,7% i un escó per a Romagnoli. Després decideix col·laborar amb Alternativa Social d'Alessandra Mussolini a les eleccions regionals italianes de 2005 per a formar una gran coalició d'extrema dreta, però només obté un 1%. Poc després rep l'ex-diputat d'Alleanza Nazionale Antonio Serena, però abandonaren el partit Luigi Caruso, Vincenzo Galizia (secretari nacional de les joventuts) i Fabrizio Taranto.
A les eleccions legislatives italianes de 2006 arriba a un acord amb la Casa de les Llibertats, però obté el 0,6% dels vots i cap escó. A les eleccions legislatives italianes de 2008 va arribar un acord amb La Destra, escissió d'AN de Francesco Storace, i es presentaren com la Destra - Fiamma Tricolore, però malgrat obtenir el 2,4% tampoc va obtenir escó.

## Resultats electorals

### Cambra dels Diputats
| Any  | Lider           | Vots                              | %                                 | Diputats | +/– | Vots                              | %                                 | Senadors | +/- |
| ---- | --------------- | --------------------------------- | --------------------------------- | -------- | --- | --------------------------------- | --------------------------------- | -------- | --- |
| 1996 | Pino Rauti      | 339,351                           | 0.91                              | 0 / 630  | Nou | 747,487                           | 2.29                              | 1 / 315  | Nou |
| 2001 | Pino Rauti      | 143,963                           | 0.39                              | 0 / 630  | =   | 340,221                           | 1.00                              | 1 / 315  | =   |
| 2006 | Luca Romagnoli  | 230,506                           | 0.60                              | 0 / 630  | =   | 204,498                           | 0.60                              | 0 / 315  | 1   |
| 2008 | Luca Romagnoli  | Dins La Destra – Fiamma Tricolore | Dins La Destra – Fiamma Tricolore | 0 / 630  | =   | Dins La Destra – Fiamma Tricolore | Dins La Destra – Fiamma Tricolore | 0 / 315  | =   |
| 2013 | Luca Romagnoli  | 44,753                            | 0.13 (#22)                        | 0 / 630  | =   | 52,106 (#21)                      | 0.17                              | 0 / 630  | =   |
| 2018 | Attilio Carelli | Dins Itàlia pels Italians         | Dins Itàlia pels Italians         | 0 / 630  | =   | Dins Itàlia pels Italians         | Dins Itàlia pels Italians         | 0 / 630  | =   |

### Parlament Europeu
| Any  | Lider          | Vots          | %    | Escons | +/– |
| ---- | -------------- | ------------- | ---- | ------ | --- |
| 1999 | Pino Rauti     | 496,030 (#15) | 1.60 | 1 / 87 | Nou |
| 2004 | Luca Romagnoli | 237,058 (#15) | 0.73 | 1 / 78 | =   |
| 2009 | Luca Romagnoli | 246,403 (#10) | 0.80 | 0 / 72 | 1   |

## Secretaris
- Pino Rauti, 1995 - 2002
- Luca Romagnoli, 2002